# Slaviša Stojanovič
Slaviša Stojanovič (Gornji Dejan, 6 december 1969) is een Sloveens voetbaltrainer en een voormalig profvoetballer. In september 2014 werd hij hoofdtrainer van K. Lierse SK. Daar bood hij in januari 2015 zelf zijn ontslag aan, wegens tegenvallende resultaten.

## Trainerscarrière
Stojanovič heeft drie titels op zijn palmares staan. In 2007 en 2008 werd hij kampioen met NK Domžale en in 2013 met Rode Ster Belgrado.